# Tatius Rodolphe Gilbert de Salis
Tatius Rodolphe Gilbert de Salis, né le 6 novembre 1752 à Montargis, dans le Loiret, mort le 27 août 1820, à Thugny-Trugny est un militaire et un homme politique.
Issu d’une famille aristocratique suisse ayant mis son épée au service du roi de France, il a émigré pendant la Révolution et a servi dans l'armée des princes, puis est revenu en France, s'installant dans le domaine dont son épouse a hérité en Ardennes. À la Restauration, il devient  député des Ardennes.

## Biographie
Né à Montargis le 6 novembre 1752, issu de la branche de Salis-Samade, il est le fils du colonel Vincent Guy de Salis-Samade, dernier commandant du régiment suisse de Salis. Lui-même est lieutenant au sein des gardes suisses.  Il se marie le 10 février 1792, à une veuve de 35 ans, Louise-Charlotte de Béthune, issue d'une vieille maison de chevalerie française par son père et d'une famille de financiers par sa mère. Il se voit proposer un poste d'adjudant-chef dans l'Armée du Midi, en mai 1792, et est présent au sein de cette armée du 8 juillet au 17 août 1792.
Mais les événements du 10 août 1792, le massacre des gardes suisses aux Tuileries et la chute de la monarchie constitutionnelle le décide à émigrer,. Il quitte l'armée française le 19 septembre et parvient à Zurich en octobre 1792. Il rejoint l'armée des princes et participe aux combats contre la Révolution française.
Il revient en France sous le Consulat. Il s'installe dans la propriété de son épouse, que celle-ci a réussi à préserver, au château de Thugny-Trugny, à côté de Rethel, en Ardennes.
Le baron de Salis est nommé maréchal de camp à la Restauration et est élu député des Ardennes, le 22 août 1815, par 96 voix sur 120 votants, et 239 inscrits. Il fait partie de la majorité de la Chambre introuvable. Il est réélu  le 4 octobre 1816, par 58 voix sur 115 votants, et 209 inscrits. Il siège à droite, dans un climat politique alourdi par l’assassinat du duc de Berry, en février 1820.
Il meurt au cours de la législature. C’est son beau-fils, René III de La Tour du Pin, issu du premier mariage de son épouse, qui lui succède comme député sur la circonscription de Rethel.